# Temple de Quanhua
Le temple de Quanhua (en mandarin : 勸化堂) est un temple taoïste dédié à l'Empereur de jade, situé au nord de Taïwan sur la montagne sacrée du Shitoushan (ou « montagne du Lion »), dans le parc des Trois-Montagnes (en). Construit en 1897, c'est le plus ancien sanctuaire du Shitoushan.

## Histoire et situation
La montagne du Shitoushan (aussi appelée « montagne du Lion »), située au nord de l'île de Taïwan, devient sacrée vers 1895, à l'époque de la colonisation japonaise. Le temple taoïste de Quanhua est alors le premier sanctuaire à y être construit en 1897. Il est dédié à l'Empereur de jade, dieu régissant le Ciel et les autres dieux. Ce temple reste le seul sanctuaire taoïste construit sur le Shitoushan.
Il est plus tard accolé au temple bouddhiste de Futian, construit en 1915.

## Aspect
Le temple de Quanhua est incrusté dans la montagne même : son hall principal est ainsi construit autour d'une grotte naturelle en grès. Inspiré de l'architecture classique chinoise, sa toiture de tuiles rouge vif est ornée de plusieurs figures tels des dragons, des phénix, des qilin ou des batailles mythologiques (tsien-nien),.

## Galerie

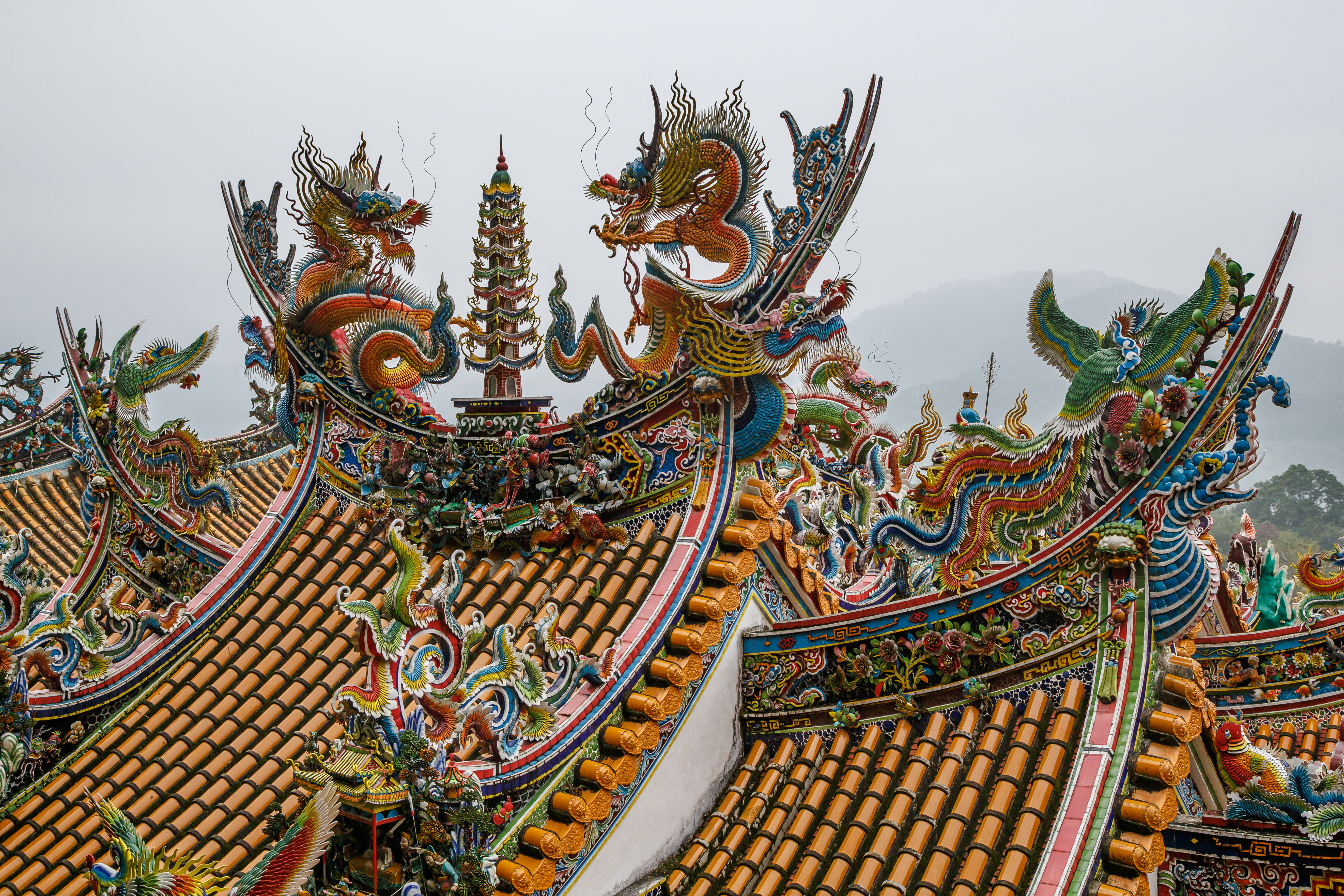
Détail de la toiture du temple, représentant des dragons orientaux.
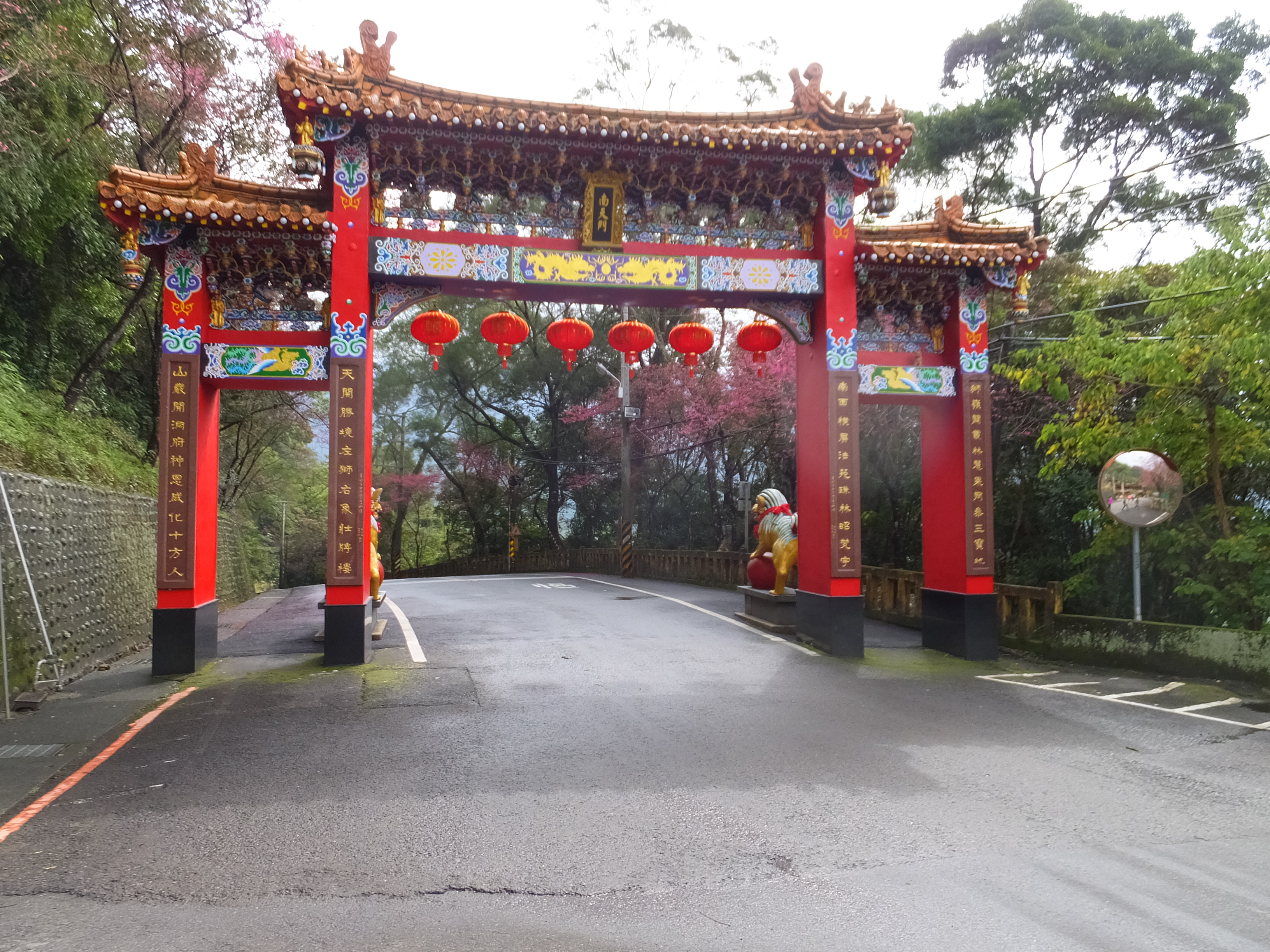
Païfang menant vers le temple
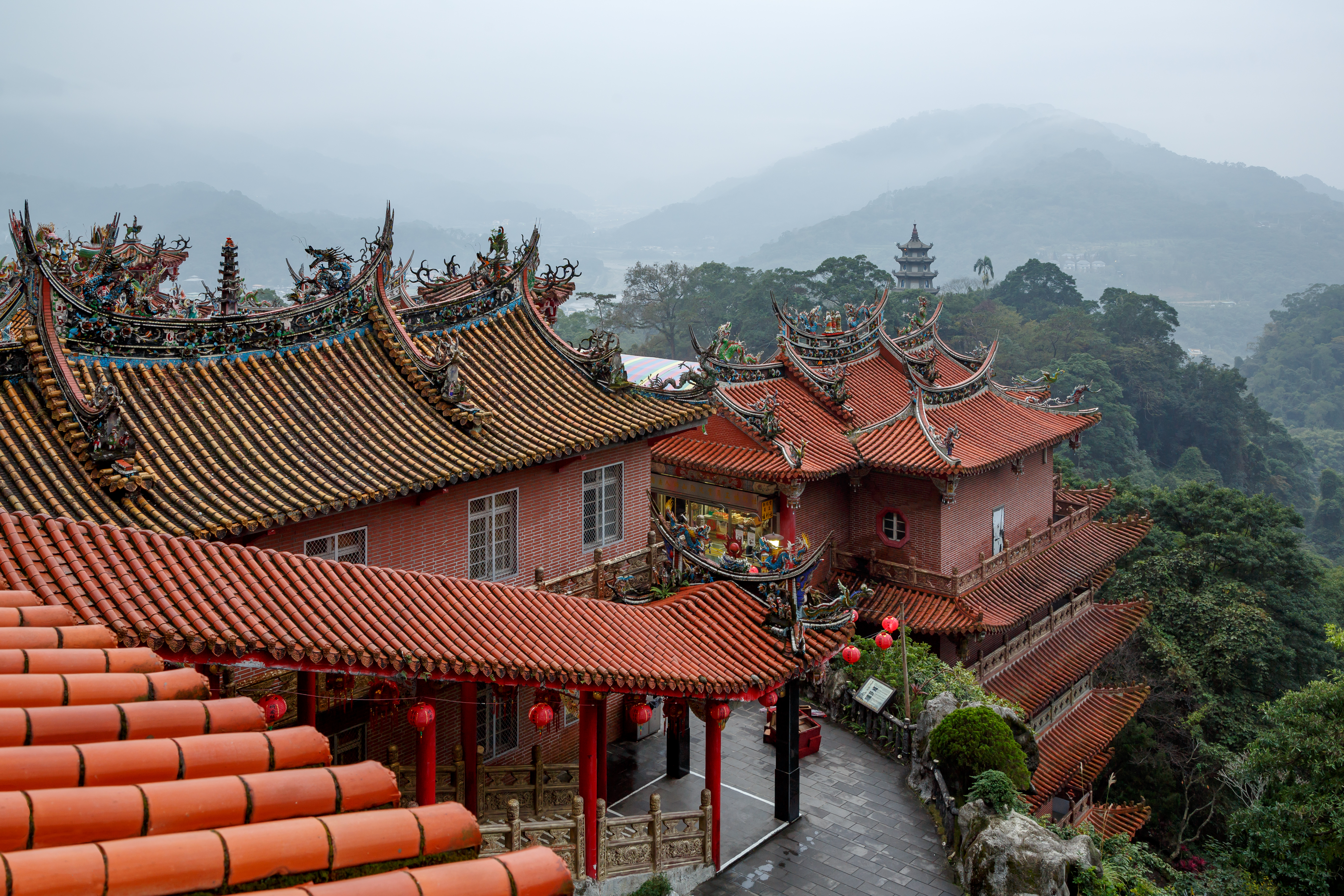
Autre vue du temple de Quanhua.